# 港西镇 (荣成市)
港西镇，是中华人民共和国山東省威海市荣成市下辖的一个乡镇级行政单位。

## 行政区划
港西镇下辖以下地区：
工人新村社区、大岚头村、马格村、西星日村、东星日村、王官庄村、北港西村、黄山口村、山后鞠家村、港山后村、墩后村、泊子周家村、北城村、旭口村、巍巍村、龙家村、大西村、小西村、王家村、灰树村、李家村和鸡鸣岛村。

## 旅游景點
- 鷄鳴島婚禮堂